# Sant Esteve de Pelagalls
Sant Esteve de Pelagalls és una església romànica del municipi dels Plans de Sió (Segarra). Va ser declarada Bé Cultural d'Interès Nacional per decret publicat al DOGC el 05-11-1982.

## Situació
L'església està situada al nucli de Pelagalls, a llevant del poble. Des de la carretera L-304 (de Mont-roig a Concabella) s'hi pot accedir directament des del punt quilomètric 1 (41° 45′ 0.89″ N, 1° 11′ 19.05″ E / 41.7502472°N,1.1886250°E) o bé des del km. 3,1 (41° 45′ 32.13″ N, 1° 12′ 26.88″ E / 41.7589250°N,1.2074667°E). En aquest últim cas caldrà travessar la població de Sisteró.

## Arquitectura
Església de planta basilical, d'una sola nau, amb el mur de carreus regulars de mitjanes dimensions i coberta a dues aigües. La nau és orientada en direcció est-oest, amb la porta a occident, segons la norma clàssica de l'estil romànic. Posteriorment, al segle xviii, s'hi va afegir un creuer, realitzat amb carreus de pedra, donant a la planta la configuració gairebé de creu grega. A la mateixa època, o una mica més tard, es va construir, al damunt del mur d'entrada un robust campanar de pedra ben tallada, l'aresta del qual cau verticalment sobre el centre de la portada.
La portada és la part més notable de l'església, formada per tres arquivoltes. Els arcs parteixen de l'interior del mur i la portada s'obre en un cos que sobresurt, col·locat al frontispici de la façana i coronat per una cornisa. Tot junt forma un rectangle que es recolza sobre un basament, format a cada costat per dos sòcols corbats i un altre de prismàtic. La portada pròpiament dita és feta de vuit columnes, quatre a cada banda, coronades per sis capitells que sostenen les tres arquivoltes, amb l'espai semicircular que queda situat entre aquestes i la llinda ocupat per un timpà treballat en baix relleu. Les columnes són exemptes i de fust monolític, llis i uniforme, quatre situades als angles que formen els brancals de la porta, i les altres quatre apariades, amb un capitell comú a ambdós costats. No tenen base i es recolzen directament sobre el basament.

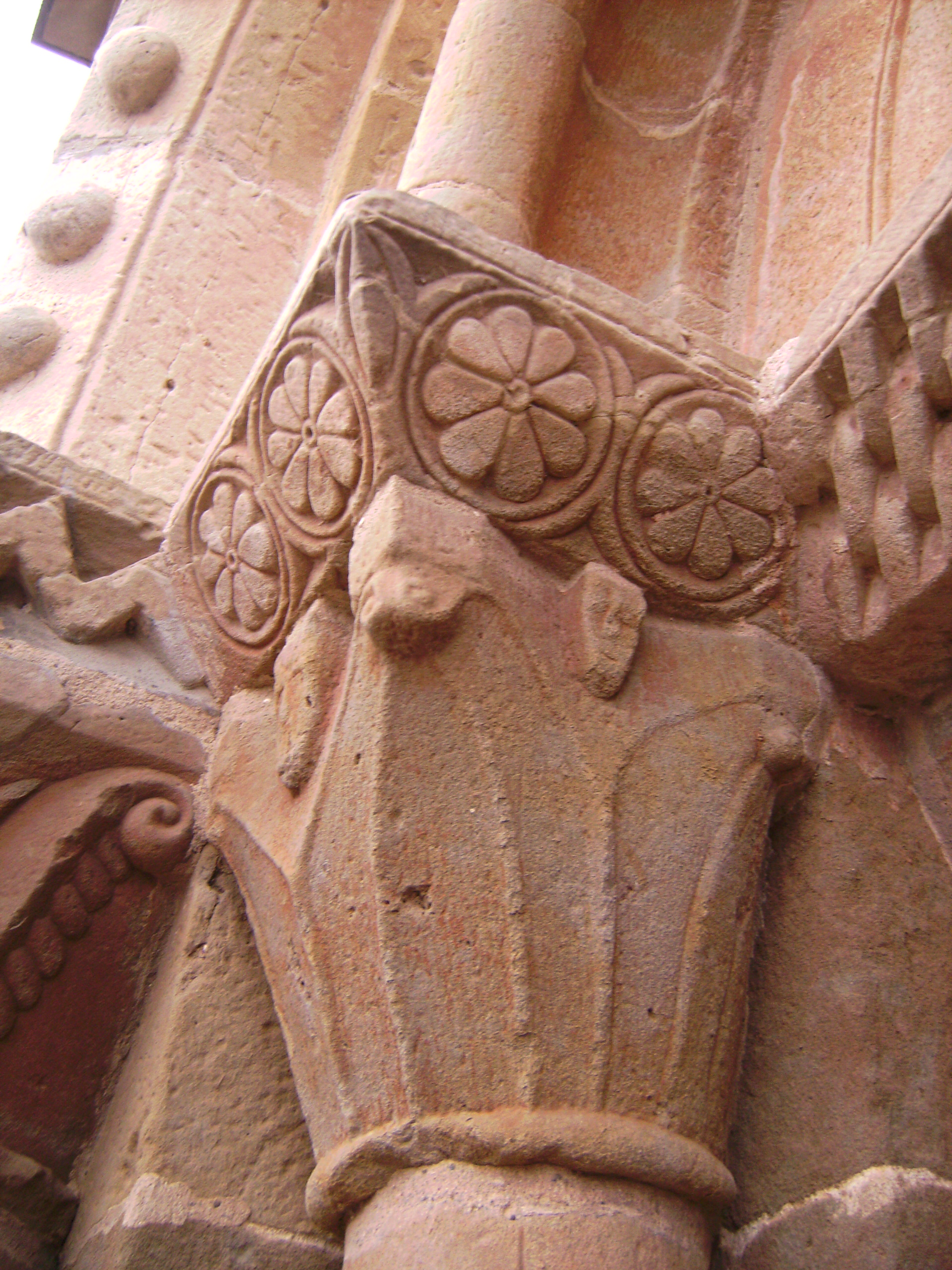
Detall d'un capitell

Els capitells, amb forma de piràmide truncada invertida, estan decorats amb motius geomètrics, vegetals i zoomòrfics. A la part inferior tenen una motllura i són coronades per un àbac molt desenvolupat que forma una imposta seguida amb abundosa decoració, que comprèn els tres capitells de cada banda. A la portada hi ha tres arquivoltes que enllacen les columnes i els capitells d'un costat amb els de l'altre. La primera és formada per un simple arc de dovelles totalment llises. La segona està motllurada amb un bossell que sobresurt entre dues motllures còncaves de mitja canya, una de les quals es projecta sobre el llindar de la porta i l'altra cap al davant. La tercera, molt erosionada a la banda esquerra, és feta per dovelles, ornada amb una filera de semiesferes, totes iguals, cada una de les quals duu un petit apèndix que l'uneix a l'arquivolta. 

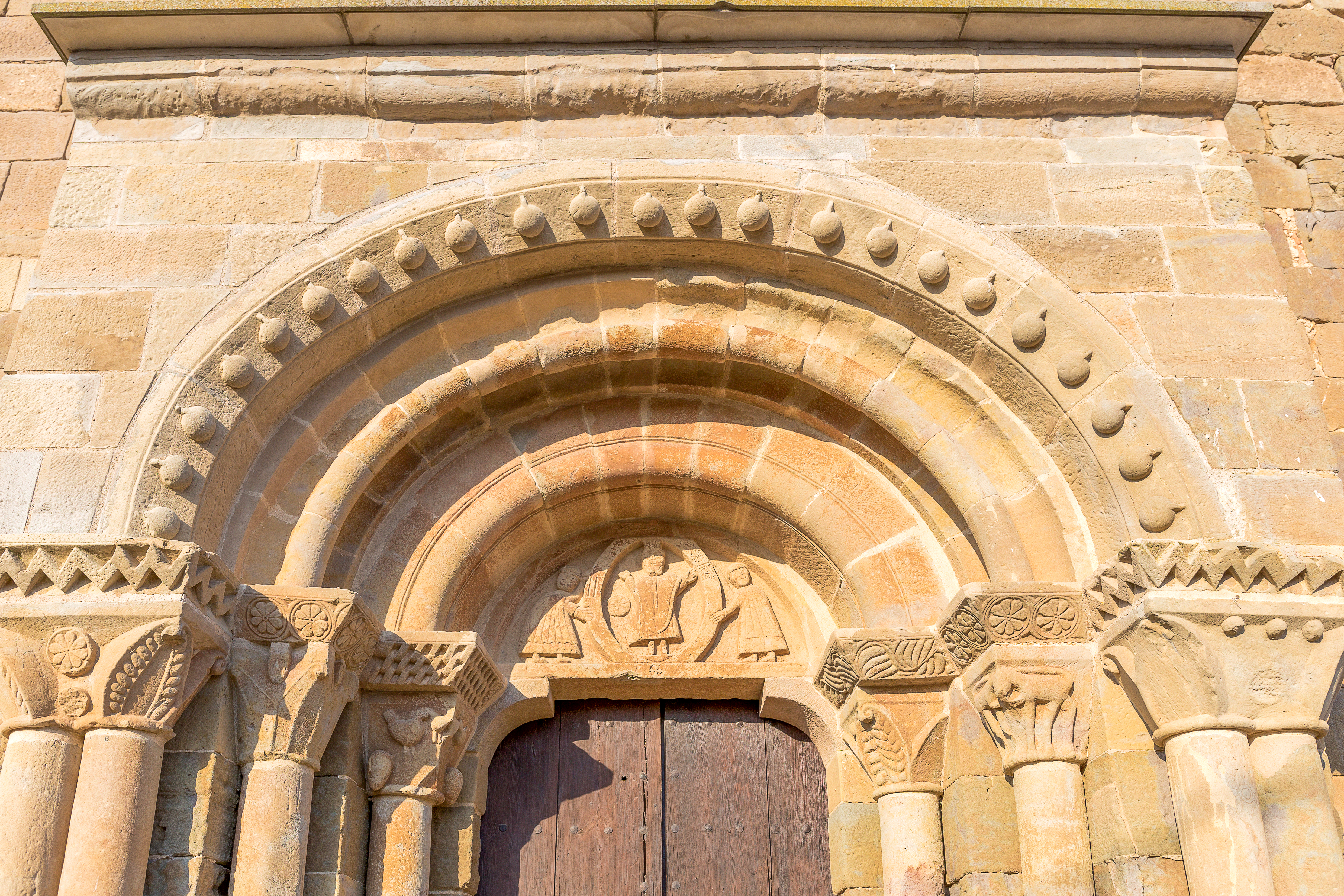
Grup escultòric del timpà

El timpà, és presidit per una figura central hieràtica, dreta, vestida amb ornaments litúrgics amb els braços lleugerament aixecats i estesos en actitud orant, porta la barba i una corona al cap, segurament es tracta de la "''Maiestas Domini''". Aquesta figura de Crist és tancada dins d'una màndorla que està sostinguda per dos personatges drets, apòstols o àngels, un a cada banda, en actitud de reverència i amb túniques de plecs acanalats. Els tres personatges miren endavant amb uns ulls grans i inexpressius. Dins la màndorla, decorada en part només per anagrames, i sota el braç dret del personatge central, hi ha un cercle amb una flor oberta de vuit pètals. Sota dels peus, a la mateixa llinda de la portada, hi ha un petit emblema gravat, d'interpretació imprecisa.

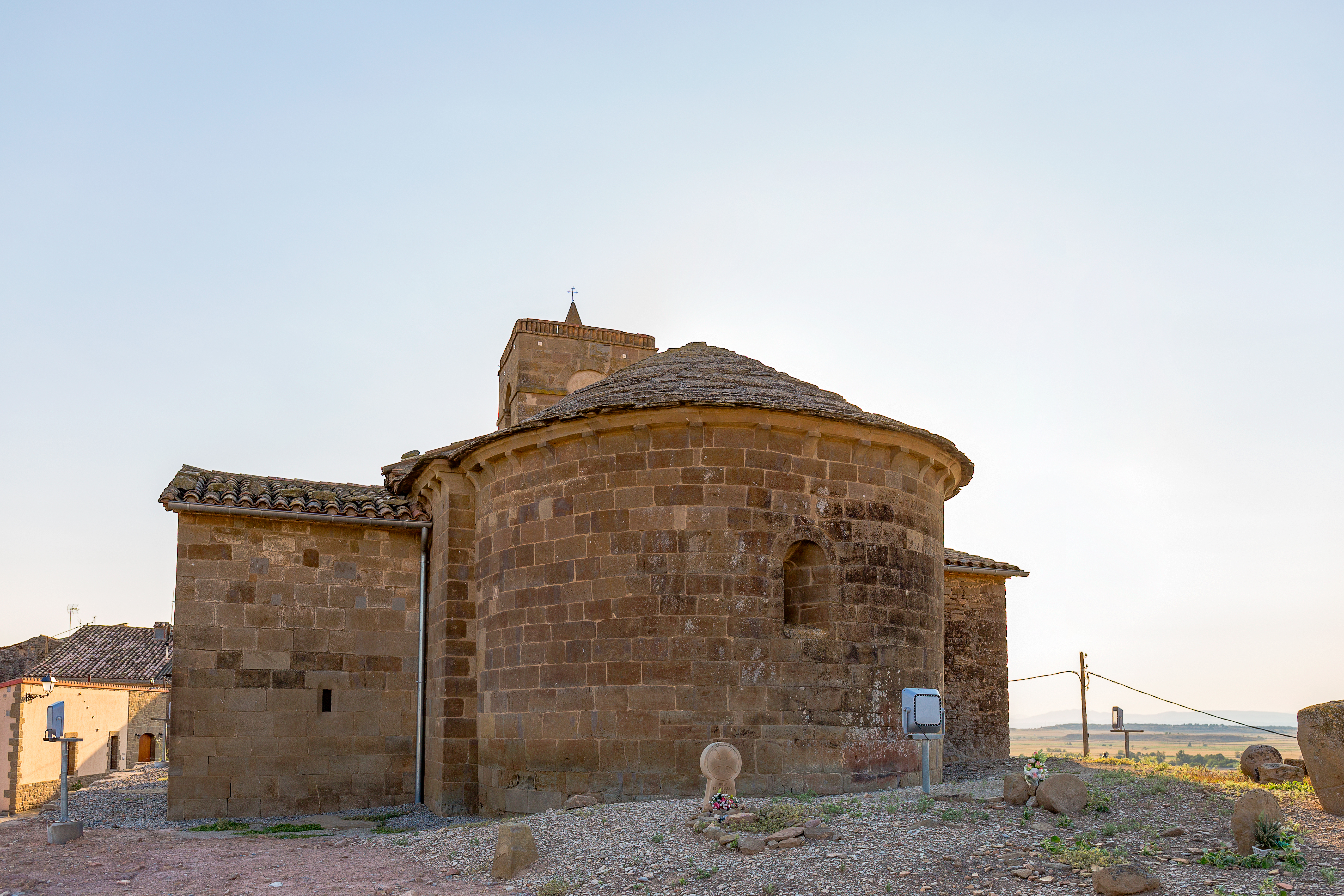
Absis

L'absis, situat a la banda d'orient i cobert amb lloses de pedra, és de grans dimensions i semicircular. Al centre hi ha una finestra senzilla de doble esqueixada, sense cap decoració realitzat amb una sola pedra tallada amb gran precisió. A la banda nord hi ha dues pilastres escalonades, completament llises, com a contrafort. Sota la teulada i coronant el mur hi ha una petita cornisa, sobre mènsules i sense decoració que rodeja tot l'edifici.

## Notícies històriques
La primera notícia de l'església prové de l'acta de consagració de l'església de Guissona, el 1098, on es fa referència a Sant Esteve de Pelagalls. L'actual temple és una reconstrucció del segle xii del primitiu edifici romànic. El 1968, quan es procedia a una restauració de l'edifici, es trobà sota l'altar un reliquiari policromat amb el pergamí de l'acta de consagració, efectuada el 14 de novembre de 1180 pel bisbe d'Urgell, Arnau de Preixens. El document anava acompanyat d'unes relíquies de sant Ermengol, sant Llàtzer i d'altres sants.